# مسیر خورشید

تغییرات ارتفاع خورشد طی یک سال در نیمکرهٔ شمالی

مسیر خورشید به تغییرات عمده ظاهری فصلی و ساعتی خورشید (وطول روز) اشاره دارد. زیرا زمین به دور خود می‌چرخد و همچنین در مسیری دورانی به دور خورشید می‌چرخد. موقعیّت نسبی خورشید عامل مهمی در بهره گرمایی ساختمان‌ها و عملکرد سیستمهای انرژی خورشیدی است. آگاهی از موقعیّت ویژه محلی دقیق ازمسیر خورشید وشرایط اقلیمی برای تصمیمات اقتصادی دربارهٔ مساحت کالکتورهای خورشیدی، جهت گیری، محوطه سازی، سایه اندازی در تابستان و استفاده مقرون به صرفه از جمع‌کننده‌های نور خورشید لازم و ضروری است.
1. جمع‌آوری انرژی خورشیدی

نقالهٔ خورشیدی برای نمایش مسیر حرکت خورشید در عرض جغرافیایی روتردام

برای جمع‌آوری انرژی خورشیدی به‌طور مؤثر،کالکتور خورشیدی(شیشه، پنل خورشیدی،..)باید با زاویه‌ای در حدود ۲۰ درجه یا عمود بر خورشید قرار گیرد. همچنین نیاز به قرار دادن سایه بان هست به این دلیل که ساختمان در تابستان بیش از حد گرم نشود و نیاز به سرمایش دوباره پیدا نکند. زاویه بیشتر از عمود (عمود بر تابش خورشید) دریافت انرژی کمتری دارد و بیش از ۳۵ درجه از عمود بخش عمده‌ای از نور خورشید را به بیرون از کلکتورمنعکس می‌کند. یک سیستم مؤثر انرژی خورشیدی(سامانه فعال خورشیدی،سامانه غیرفعال خورشیدی، ساختمان، تجهیزات و غیره)
تغییرات فصلی و قابل توجه زاویه ارتفاع خورشیدی در حدود ۴۷ درجه از سطح افق و زاویه آزیموت طلوع و غروب خورشید از تابستان تا زمستان را محاسبه می‌کند.
آگاهی کامل از مسیر خورشید برای شکل دادن و پیش‌بینی محاسباتی، کارآیی سیستم سالانه خورشیدی ضروری است_برای توضیح بیشتر:به عنوان مثال چرا پنجره‌های عمود بر خورشید به صرفه است، فایده انعکاس ندادن انرژی خورشید به برف زمستان هنگامی که خورشید پایین است و چرا سقف شیبدار شیشه‌ای (در ساختمان‌های سبز، پنجره‌های سقفی و محفظه‌ها) در تابستان می‌تواند یک کوره خورشیدی باشد (زمانی که پرتو خورشید عمود بر شیشه است) و در زمستان بیش از آنکه انرژی را جذب کند از دست می‌دهد.(زمانی که خورشید پایین‌تر از ۴۷ درجه از سطح افق قرار دارد و گرمای داخلی افزایش پیدا می‌کند و گرما را در شب‌های سرد زمستان به بیرون منتقل می‌کند)

## نمایش مسیر حرکت

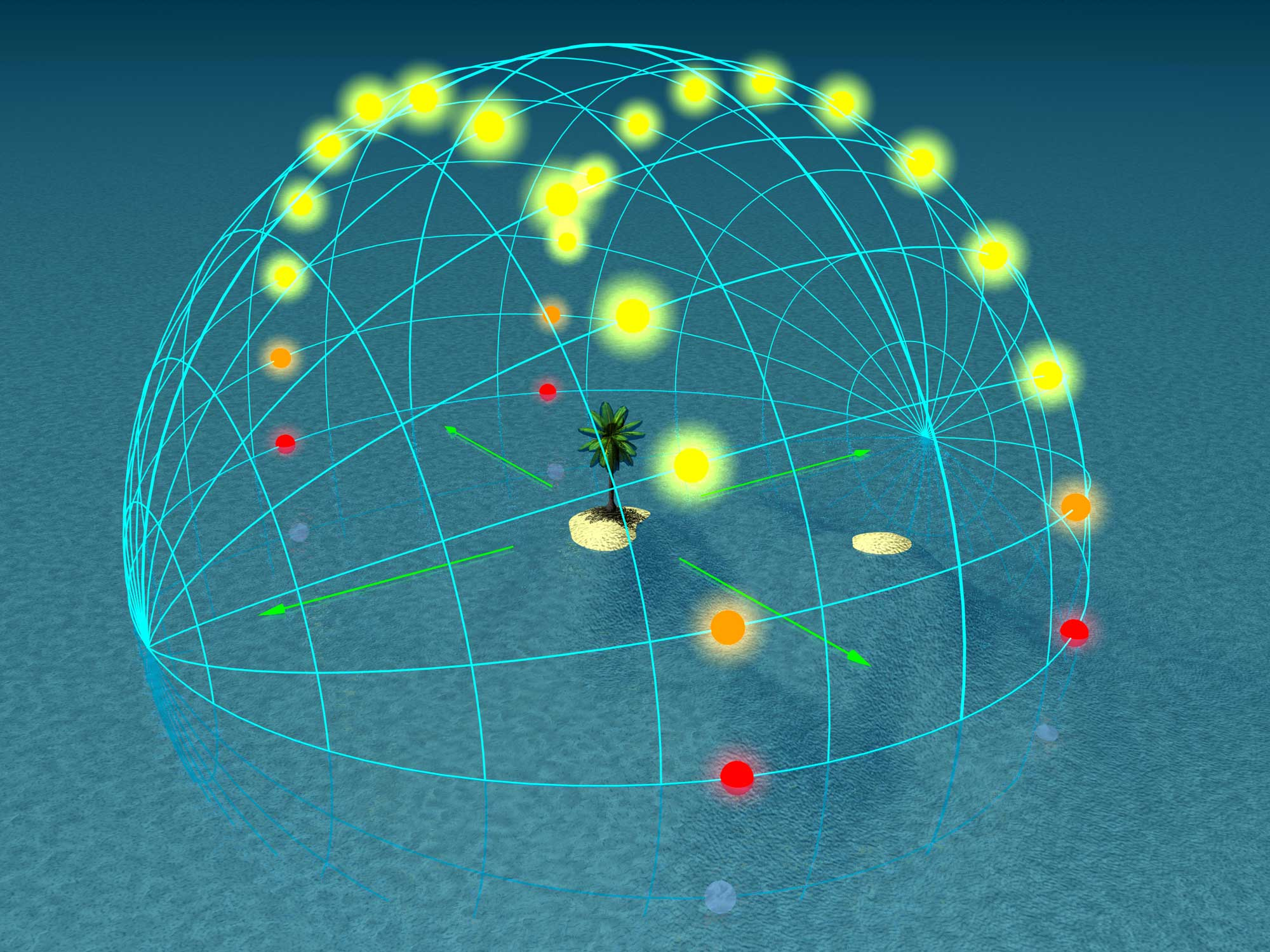
حرکت خورشید در عرض حغرافیایی ۰ خط استوا
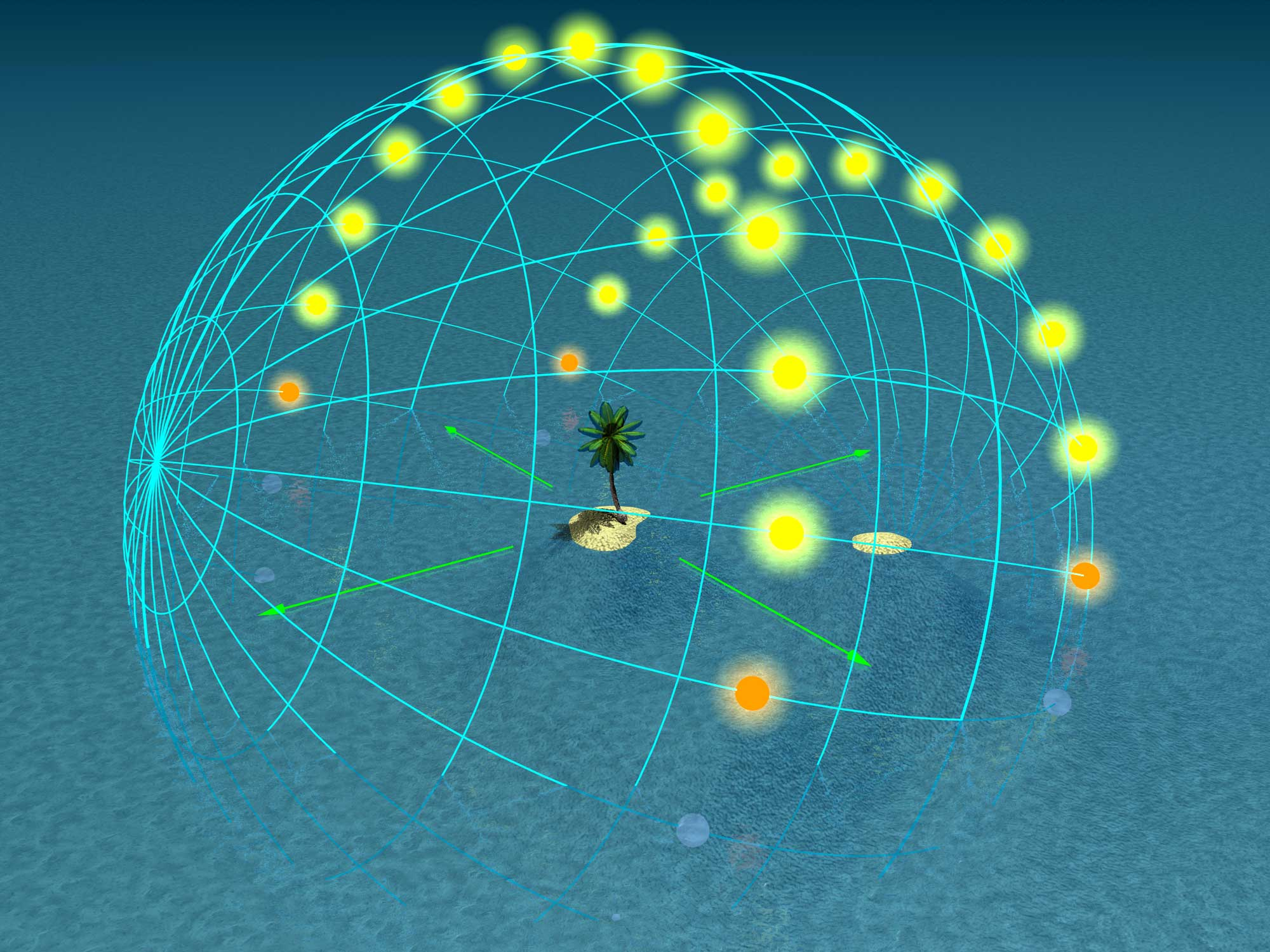
حرکت خورشید در عرض حغرافیایی ۲۰ درجه
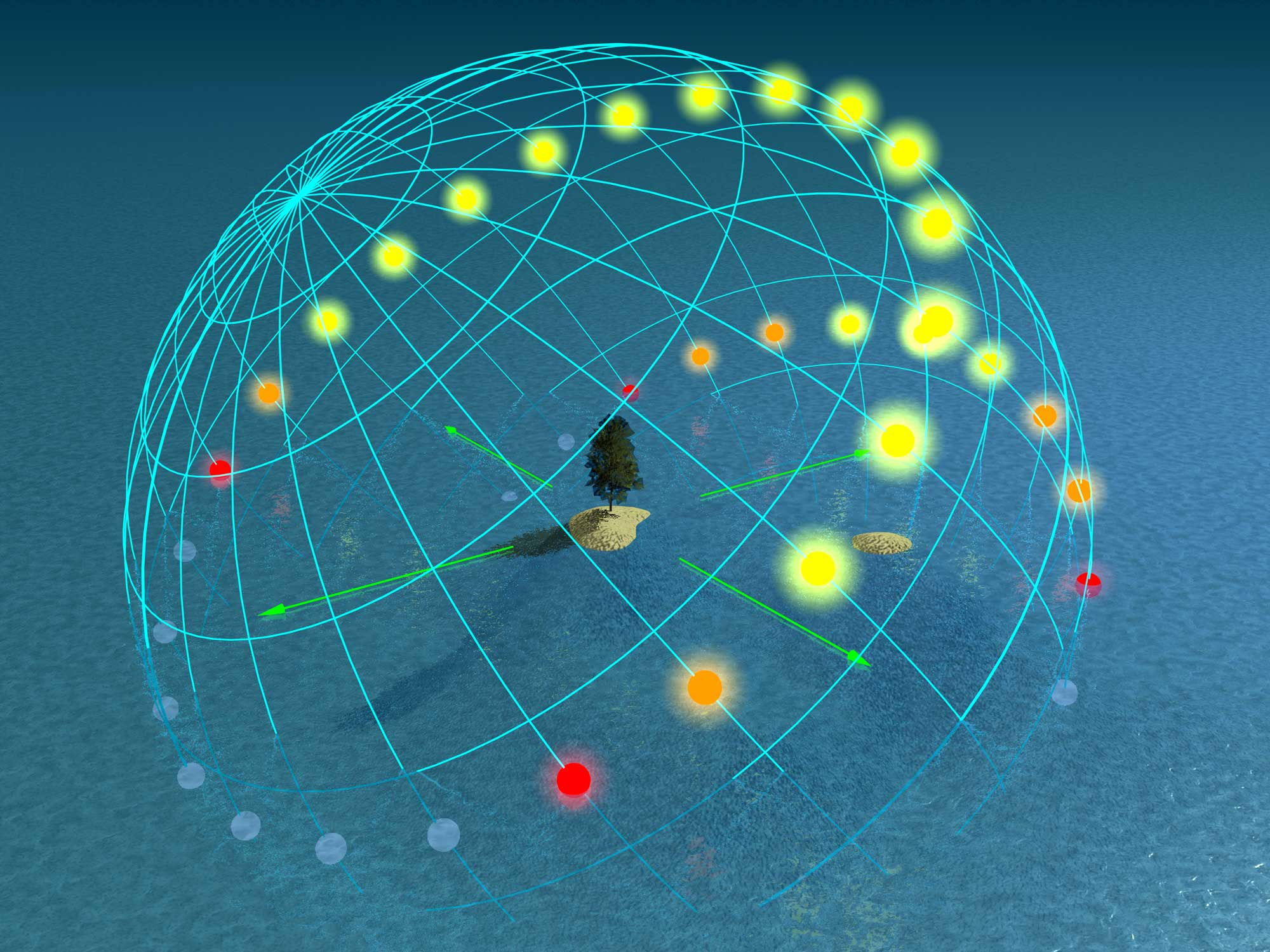
حرکت خورشید در عرض حغرافیایی ۵۰ درجه
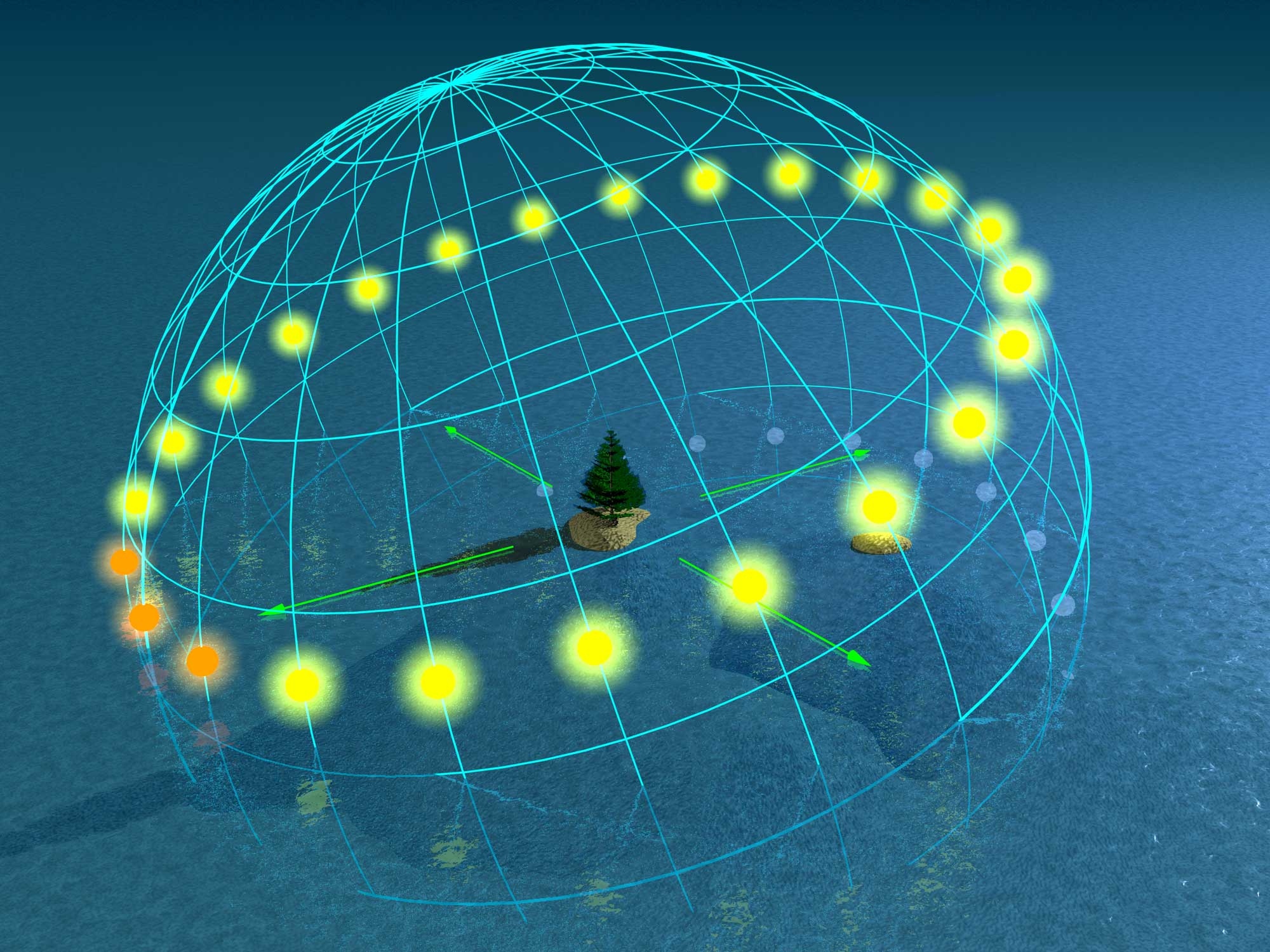
حرکت خورشید در عرض حغرافیایی ۷۰ درجه
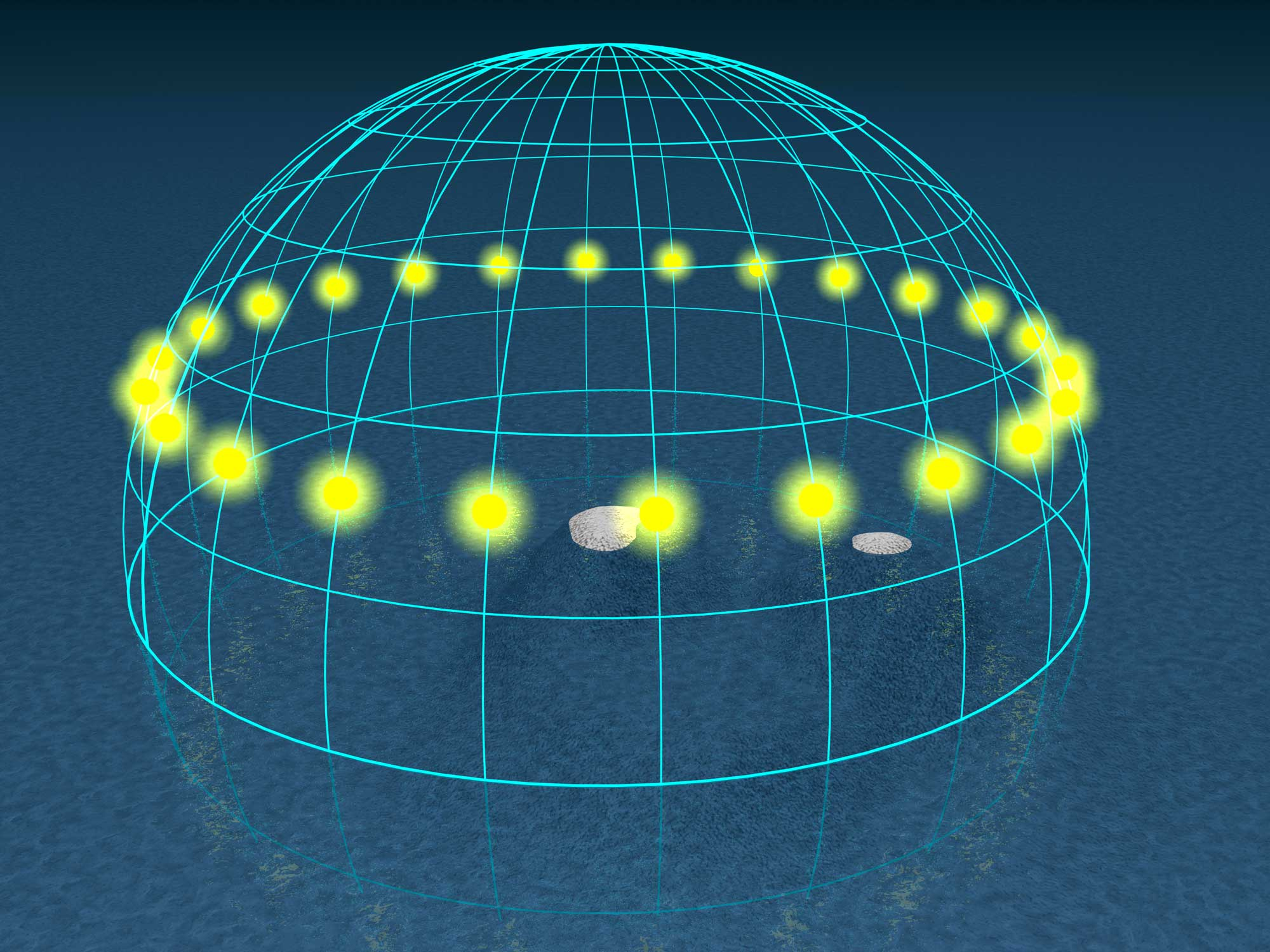
حرکت خورشید در عرض حغرافیایی ۹۰ درجه قطب شمال